# Vəlvələ
Vəlvələ è un comune dell'Azerbaigian situato nel distretto di Quba. Conta una popolazione di 1 498 abitanti.